# 科爾頓 (內布拉斯加州)
科爾頓（英語：Colton）是位於美國內布拉斯加州夏延縣的非建制地區。

## 歷史
科爾頓的郵局於1887年設立，其後於1901年停運。

## 地理
科爾頓所處的海拔為高於海平面1219米（即4000英呎），而該地所採用的時區為UTC-6，即北美山地時區（MST）。同時該地設有夏令時間，為UTC-7調快一小時，即UTC-6（MDT）。